# Rozières-sur-Crise
Pour les articles homonymes, voir Rozières (homonymie).
Rozières-sur-Crise est une commune française située dans le département de l'Aisne, dans la région naturelle du Soissonnais, dans la vallée de la Crise, en région Hauts-de-France.

## Géographie

### Hydrographie
La commune est située dans le bassin Seine-Normandie. Elle est drainée par la Crise, le fossé du Louvre, divers bras de la Crise,,.
La Crise, d'une longueur de 26 km, prend sa source dans la commune de Arcy-Sainte-Restitue et se jette  dans l'Aisne à Soissons, après avoir traversé huit communes.

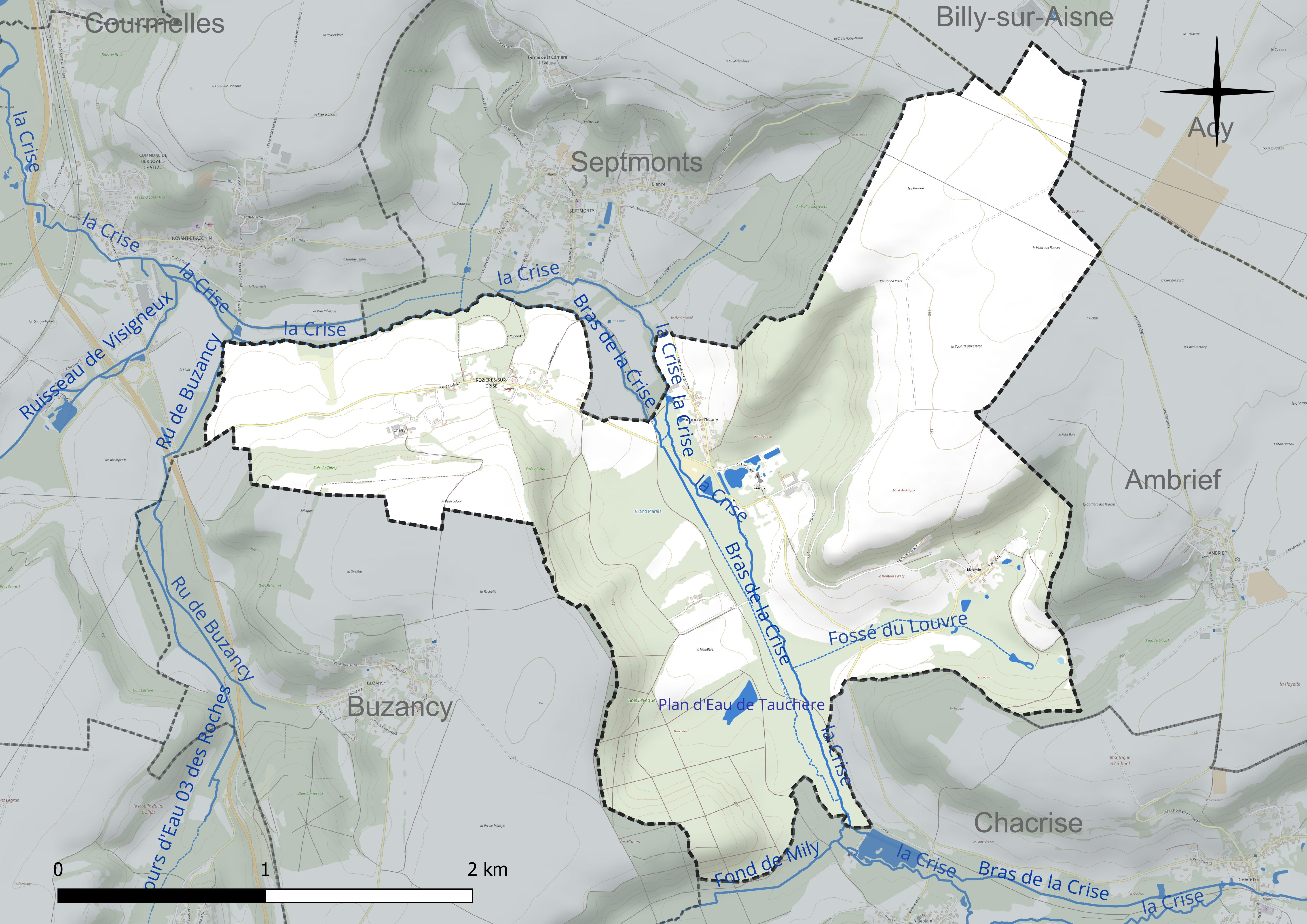
Réseau hydrographique de Rozières-sur-Crise.

Un plan d'eau complète le réseau hydrographique : le plan d'eau de Tauchère (1,4 ha),.

### Climat
Pour des articles plus généraux, voir Climat des Hauts-de-France et Climat de l'Aisne.
En 2010, le climat de la commune est de type climat océanique dégradé des plaines du Centre et du Nord, selon une étude du CNRS s'appuyant sur une série de données couvrant la période 1971-2000. En 2020, Météo-France publie une typologie des climats de la France métropolitaine dans laquelle la commune est exposée à un climat océanique altéré et est dans la région climatique Nord-est du bassin Parisien, caractérisée par un ensoleillement médiocre, une pluviométrie moyenne régulièrement répartie au cours de l'année et un hiver froid (3 °C).
Pour la période 1971-2000, la température annuelle moyenne est de 10,5 °C, avec une amplitude thermique annuelle de 15,2 °C. Le cumul annuel moyen de précipitations est de 722 mm, avec 11,4 jours de précipitations en janvier et 8,4 jours en juillet. Pour la période 1991-2020, la température moyenne annuelle observée sur la station météorologique la plus proche, située sur la commune de Braine à 13 km à vol d'oiseau, est de 11,3 °C et le cumul annuel moyen de précipitations est de 662,7 mm,. Pour l'avenir, les paramètres climatiques de la commune estimés pour 2050 selon différents scénarios d'émission de gaz à effet de serre sont consultables sur un site dédié publié par Météo-France en novembre 2022.

## Urbanisme

### Typologie
Au 1er janvier 2024, Rozières-sur-Crise est catégorisée commune rurale à habitat dispersé, selon la nouvelle grille communale de densité à 7 niveaux définie par l'Insee en 2022.
Elle est située hors unité urbaine. Par ailleurs la commune fait partie de l'aire d'attraction de Soissons, dont elle est une commune de la couronne,. Cette aire, qui regroupe 92 communes, est catégorisée dans les aires de 50 000 à moins de 200 000 habitants,.

### Occupation des sols
L'occupation des sols de la commune, telle qu'elle ressort de la base de données européenne d'occupation biophysique des sols Corine Land Cover (CLC), est marquée par l'importance des territoires agricoles (58,8 % en 2018), une proportion sensiblement équivalente à celle de 1990 (58,1 %). La répartition détaillée en 2018 est la suivante :
terres arables (47,1 %), forêts (32,7 %), milieux à végétation arbustive et/ou herbacée (8,5 %), zones agricoles hétérogènes (7,2 %), prairies (4,5 %).
L'évolution de l'occupation des sols de la commune et de ses infrastructures peut être observée sur les différentes représentations cartographiques du territoire : la carte de Cassini (XVIIIe siècle), la carte d'état-major (1820-1866) et les cartes ou photos aériennes de l'IGN pour la période actuelle (1950 à aujourd'hui).

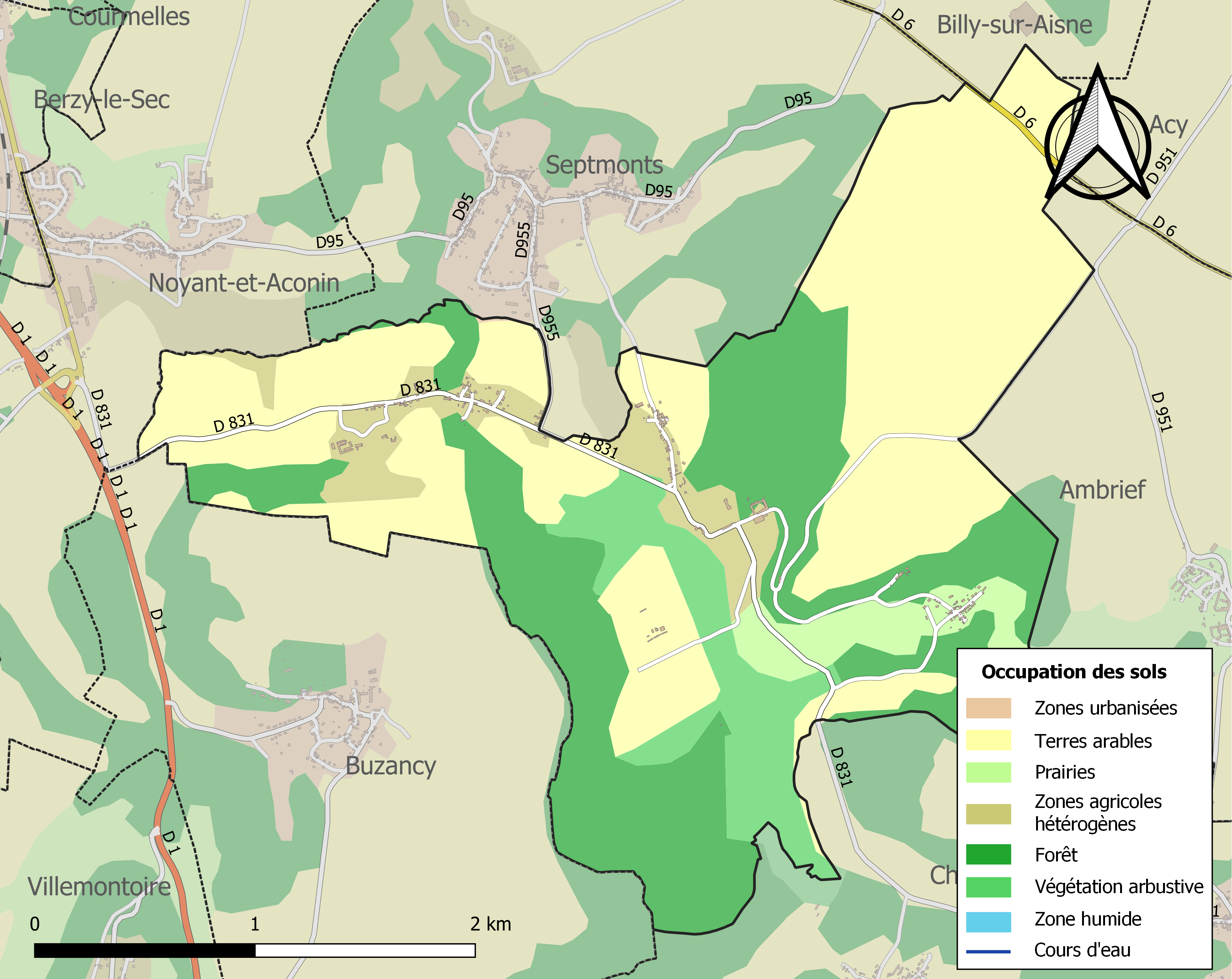
Carte de l'occupation des sols de la commune en 2018 (CLC).

## Toponymie
Le village est cité pour la première fois en 1142 sous le nom latin de Roseres  dans une charte de l'abbaye de Prémontré. Le nom évoluera encore en fonction des différents transcripteurs :   Rosières, Rozière-près-Soissons puis Rozières sur la carte de Cassini au XVIIIe siècle, et enfin la dénomination actuelle  Rozières-sur-Crise au XIXe siècle avec l'ajout de sa localisation sur la Crise, par décret du 6 décembre 1936, pour le différencier des communes homonymes.
Rozière serait de formation médiévale (période féodale) et désignerait un « lieu planté de roseaux ».

## Histoire

### Carte de Cassini
|  |  |  |  |

La carte de Cassini ci-dessus montre qu'au XVIIIe siècle, Rozière  est une paroisse située sur la rive gauche de la rivière de la Crise.

Au sud-ouest, la ferme de Chivry abrite aujourd'hui les locaux de la communauté d'Emmaüs de Soissons.

Au sud-est, en suivant le cours de la Crise, on trouve le Fauxbourg d'Écuiry qui est un hameau d'une vingtaine de maisons s'étirant le long de la rue éponyme, puis le hameau d'Écuiry avec son château, enfin le hameau de Mesmin qui est aujourd'hui un hameau d'une quinzaine d'habitations et la ferme de Liéval qui est aujourd'hui une habitation.

Les hameaux d'Écuiry et de Mesmin ont été unis à Rozières le 27 septembre 1788,.
Monographie
M. Collaye, instituteur, a écrit en 1887 une monographie sur le village consultable sur le site des Archives départementales de l'Aisne en cliquant sur la référence ci-après.
Première Guerre mondiale
La commune a été décorée de la Croix de guerre 1914-1918 le 21 octobre 1920.

## Politique et administration

### Rattachements administratifs et électoraux
La commune se trouve dans l'arrondissement de Soissons du département de l'Aisne. Pour l'élection des députés, elle fait partie depuis 1958 de la cinquième circonscription de l'Aisne.
Elle faisait partie depuis 1801 du canton d'Oulchy-le-Château. Dans le cadre du redécoupage cantonal de 2014 en France, la commune intègre le canton de Villers-Cotterêts.

### Intercommunalité
La commune fait partie de la communauté de communes du canton d'Oulchy-le-Château, créée fin 1994.

### Liste des maires
| Période                                  | Période                       | Identité            | Étiquette | Qualité                                                                                                  |
| ---------------------------------------- | ----------------------------- | ------------------- | --------- | --- |
| avant 1874                               | 1875                          | M. Basle            |           | |
| Les données manquantes sont à compléter. |                               |                     |           | |
| mars 2001                                | octobre 2018                  | Noël Chenu,         | DVD       | Retraité du bâtiment Vice-président de la CC du canton d'Oulchy-le-Château (? → 2018) Décédé en fonction |
| décembre 2018                            | En cours (au 13 juillet 2020) | Louis-Jean Leclercq |           | Cadre Réélu pour le mandat 2020-2026                                                                     |

## Démographie
L'évolution du nombre d'habitants est connue à travers les recensements de la population effectués dans la commune depuis 1793. Pour les communes de moins de 10 000 habitants, une enquête de recensement portant sur toute la population est réalisée tous les cinq ans, les populations de référence des années intermédiaires étant quant à elles estimées par interpolation ou extrapolation. Pour la commune, le premier recensement exhaustif entrant dans le cadre du nouveau dispositif a été réalisé en 2007.

En 2022, la commune comptait 234 habitants, en évolution de +2,18 % par rapport à 2016 (Aisne : −1,97 %, France hors Mayotte : +2,11 %).
| 1793 | 1800 | 1806 | 1821 | 1831 | 1836 | 1841 | 1846 | 1851 |
| ---- | ---- | ---- | ---- | ---- | ---- | ---- | ---- | ---- |
| 162  | 165  | 172  | 137  | 198  | 186  | 219  | 234  | 210  |

| 1856 | 1861 | 1866 | 1872 | 1876 | 1881 | 1886 | 1891 | 1896 |
| ---- | ---- | ---- | ---- | ---- | ---- | ---- | ---- | ---- |
| 196  | 175  | 189  | 180  | 190  | 199  | 202  | 200  | 209  |

| 1901 | 1906 | 1911 | 1921 | 1926 | 1931 | 1936 | 1946 | 1954 |
| ---- | ---- | ---- | ---- | ---- | ---- | ---- | ---- | ---- |
| 210  | 219  | 184  | 142  | 192  | 166  | 167  | 165  | 178  |

| 1962 | 1968 | 1975 | 1982 | 1990 | 1999 | 2006 | 2007 | 2012 |
| ---- | ---- | ---- | ---- | ---- | ---- | ---- | ---- | ---- |
| 196  | 166  | 163  | 206  | 271  | 261  | 236  | 233  | 229  |

| 2017 | 2022 | - | - | - | - | - | - | - |
| ---- | ---- | - | - | - | - | - | - | - |
| 227  | 234  | - | - | - | - | - | - | - |

## Culture locale et patrimoine

### Lieux et monuments
- Château d'Écuiry (1695[32]), avec parc[33] et hameau (dont l'ancien nom est Escury) : propriété privée.

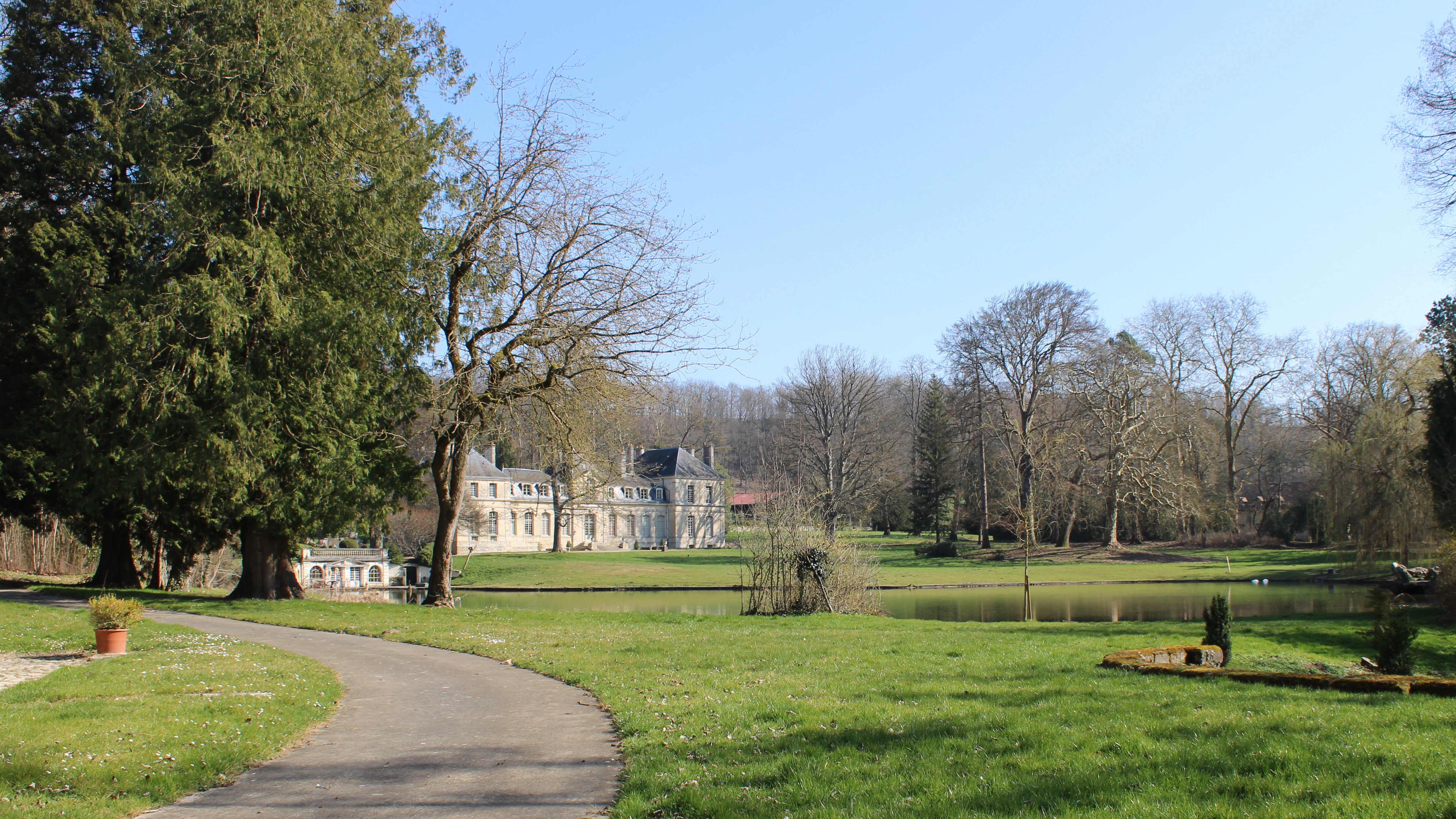
Vue du château d'Écuiry et de son parc.
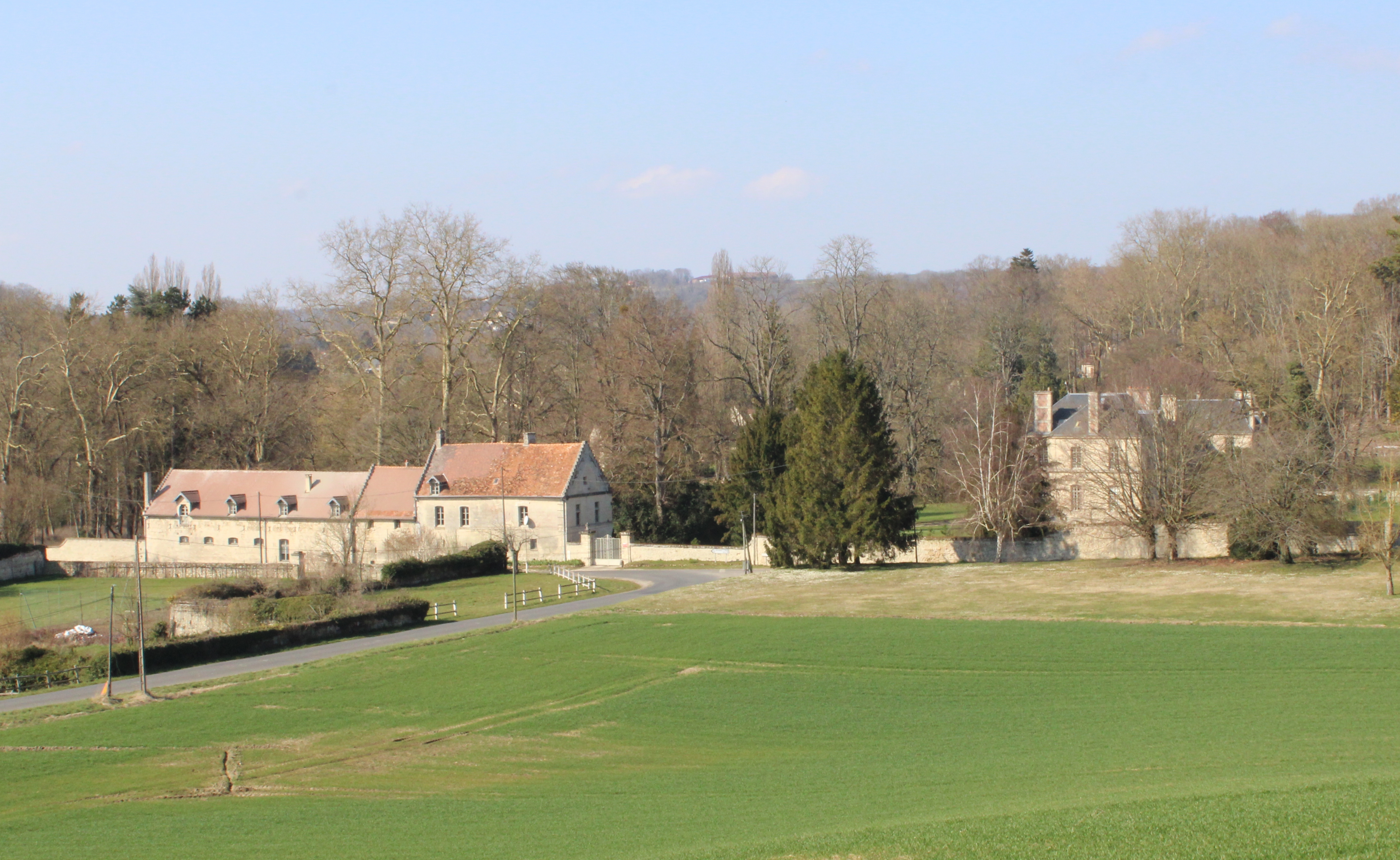
Le château et les communs.

- Château de Rozières, à l'entrée du village : propriété privée.
- Église Saint-Martin qui a la particularité de ne pas posséder de clocher.

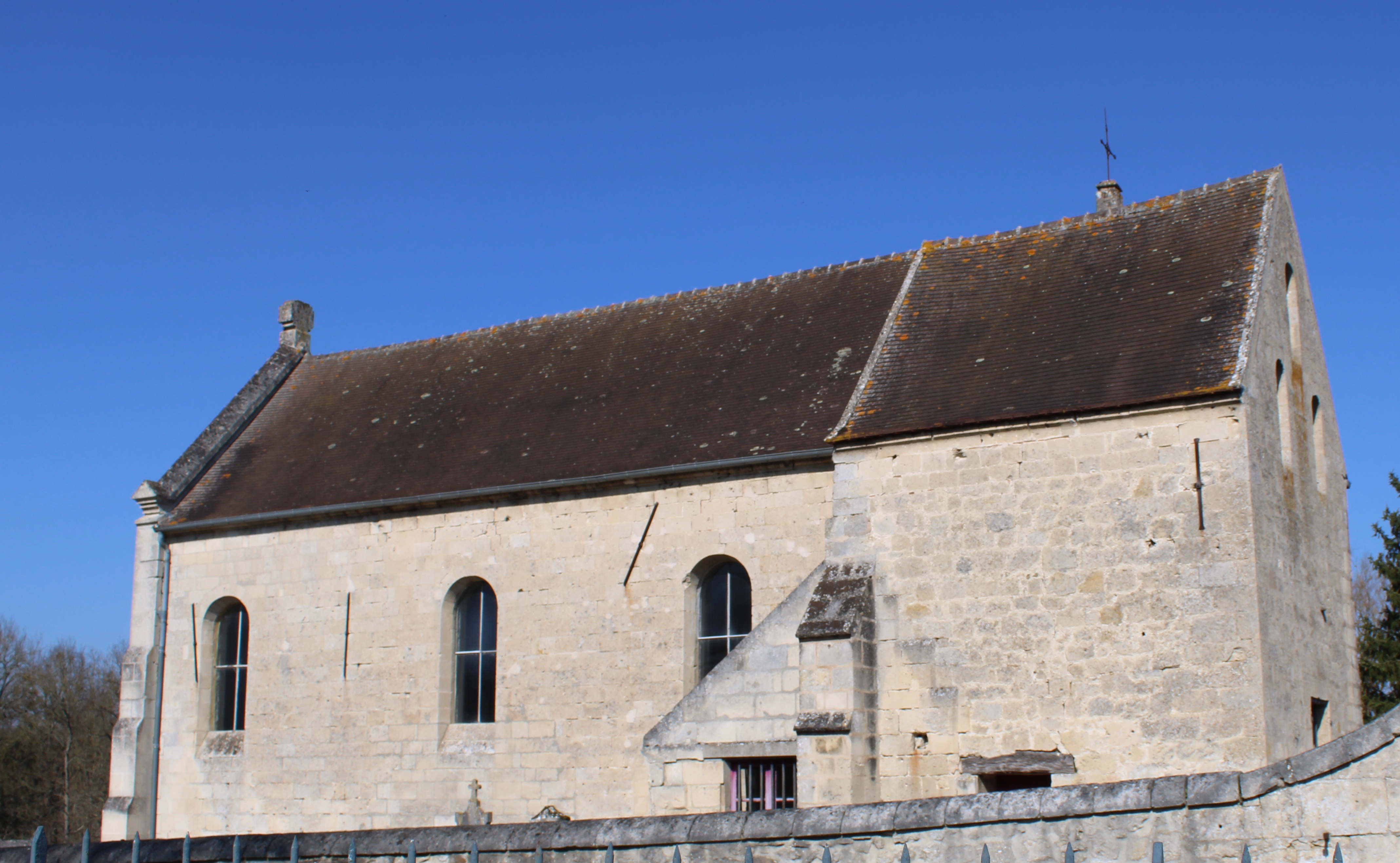
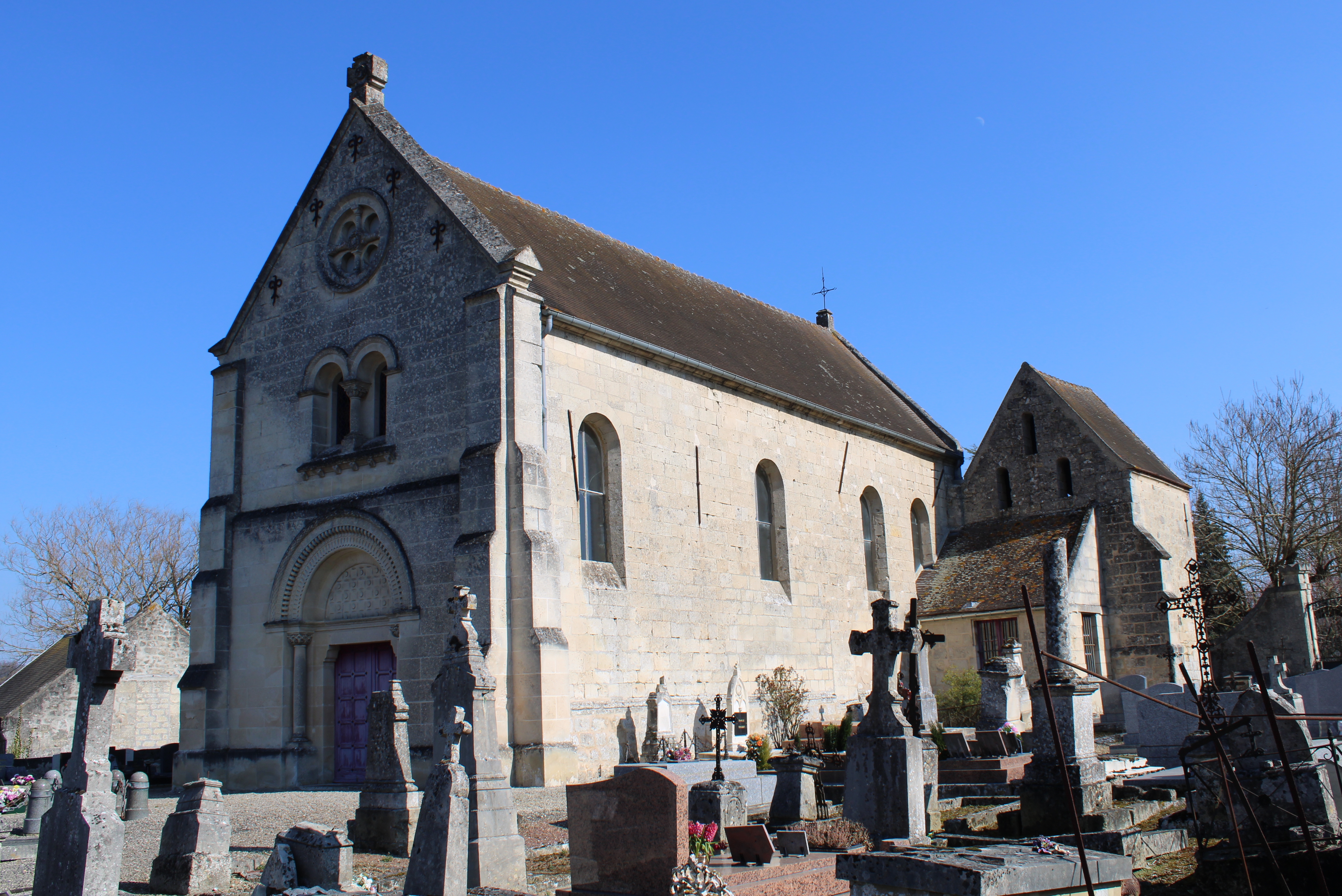
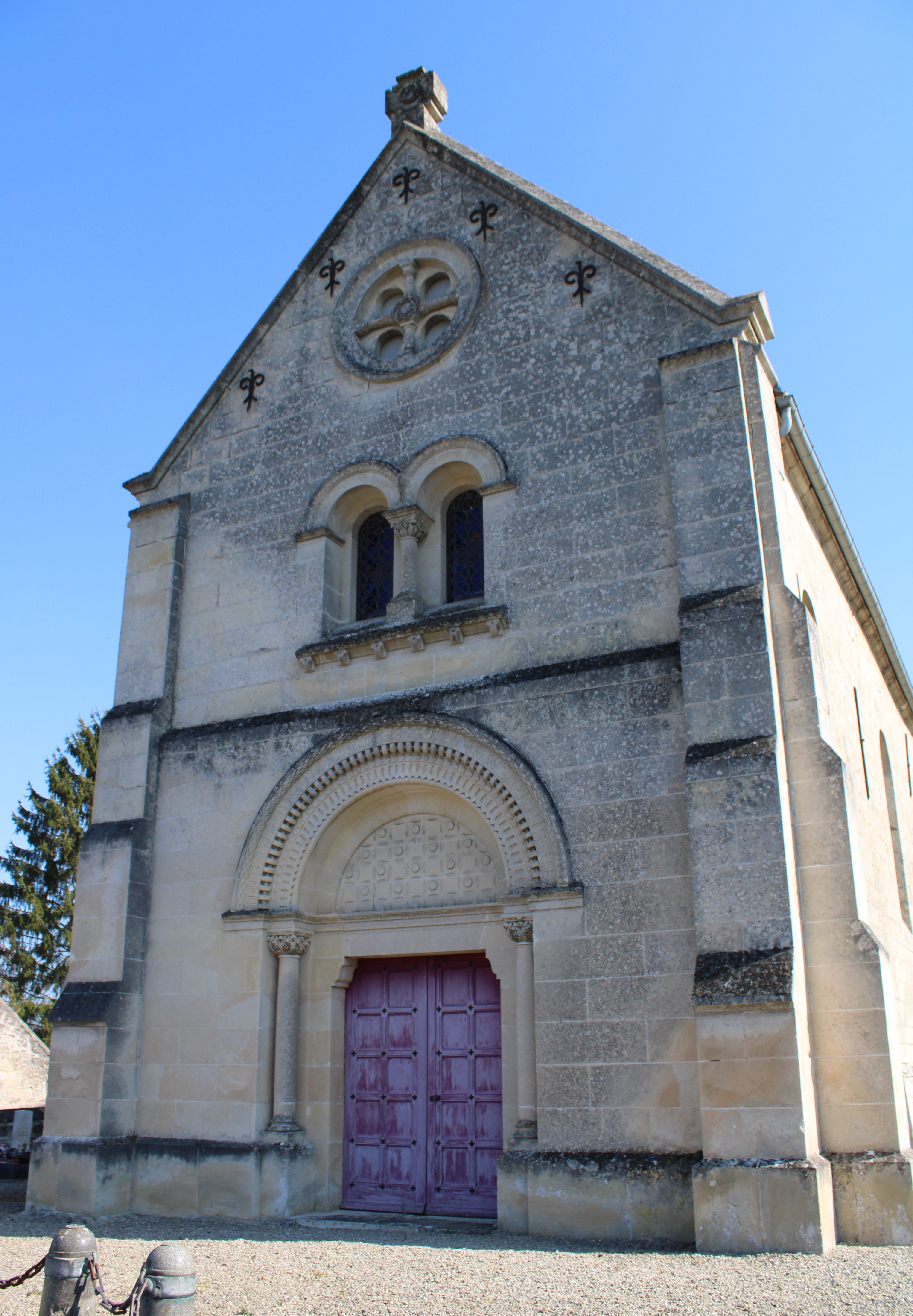
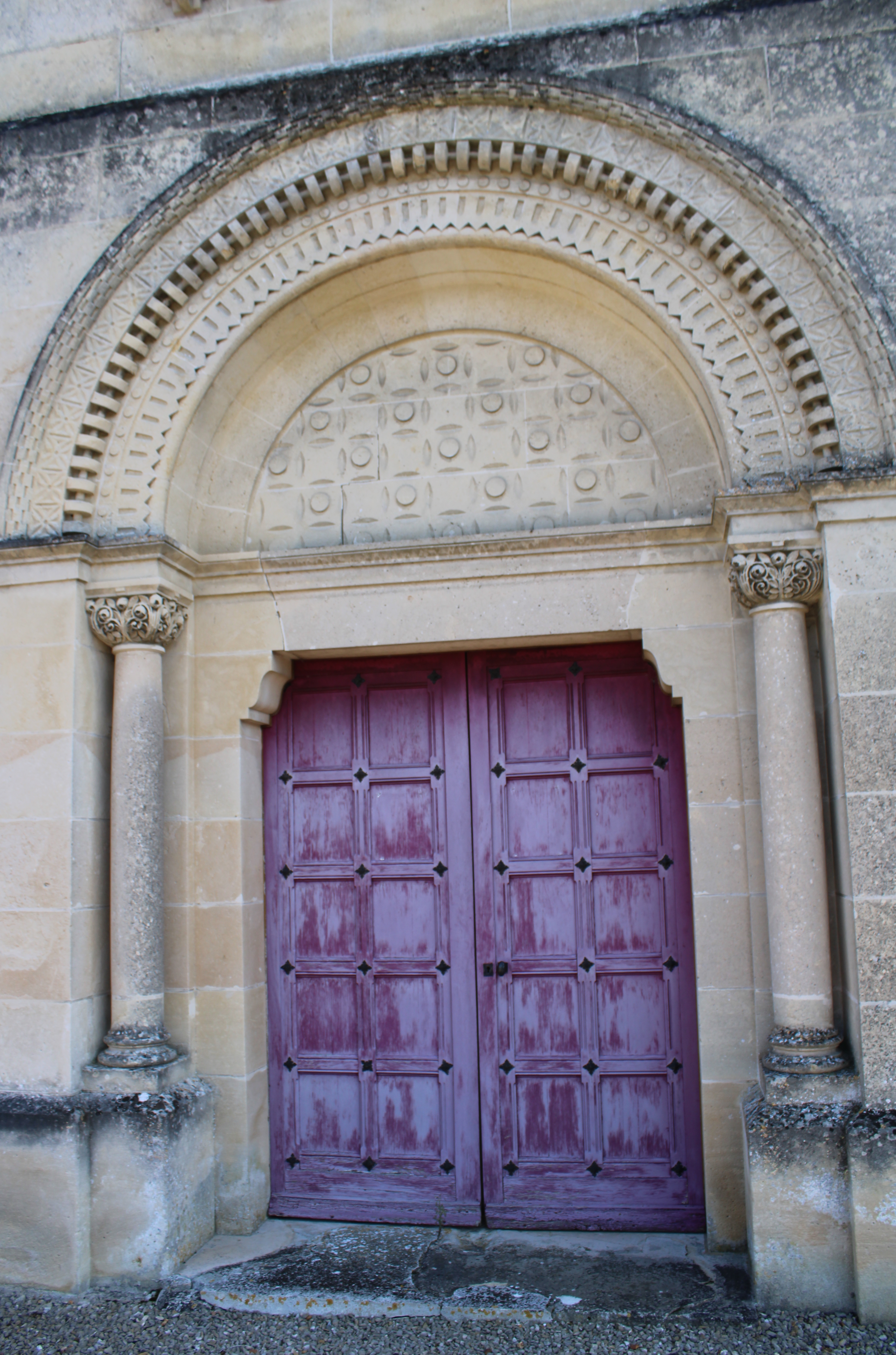

- Une plaque monument aux morts sur la mairie.
- Des tombes de guerre anglaises de la Commonwealth War Graves Commission dans le cimetière.

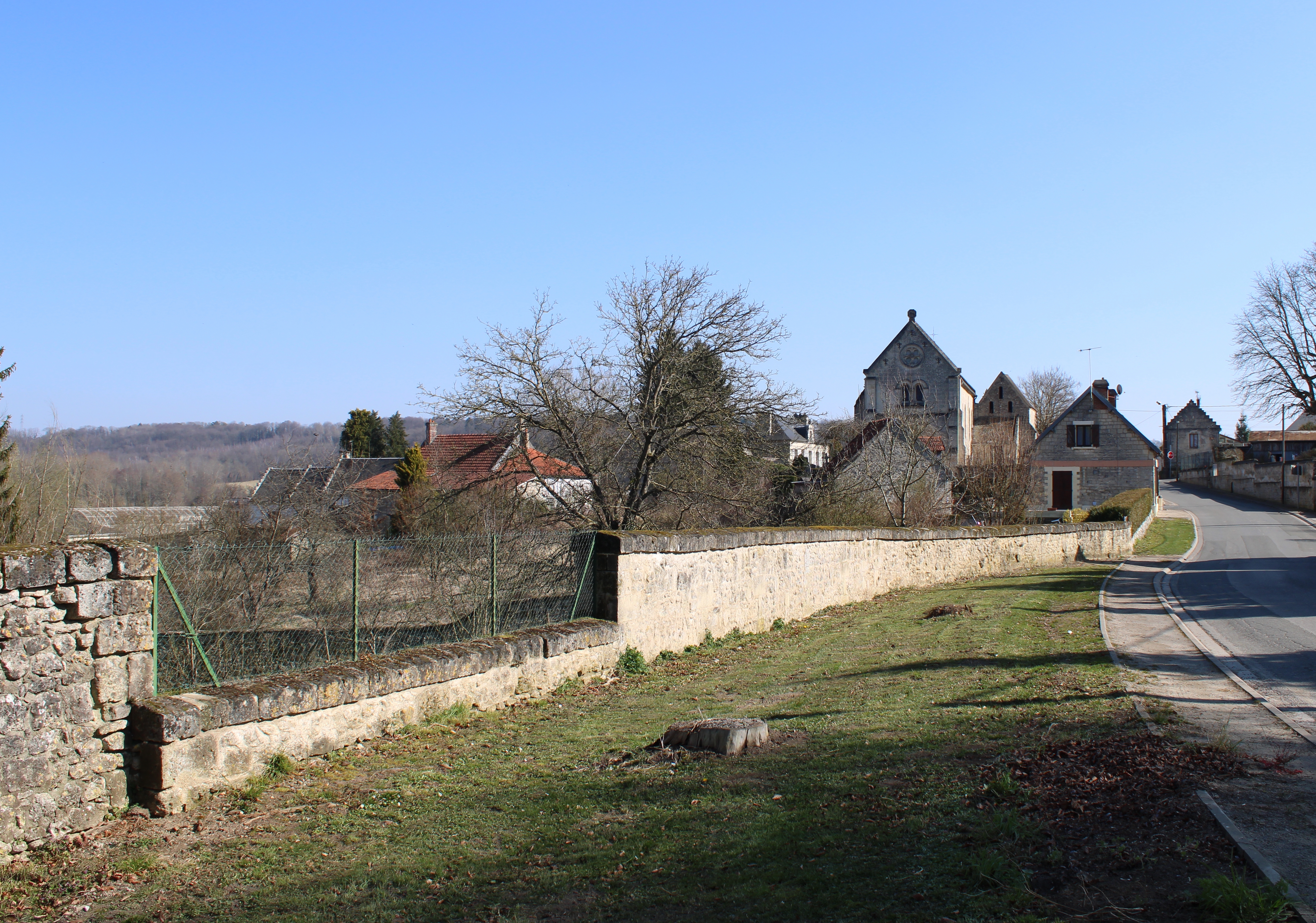
La rue principale.
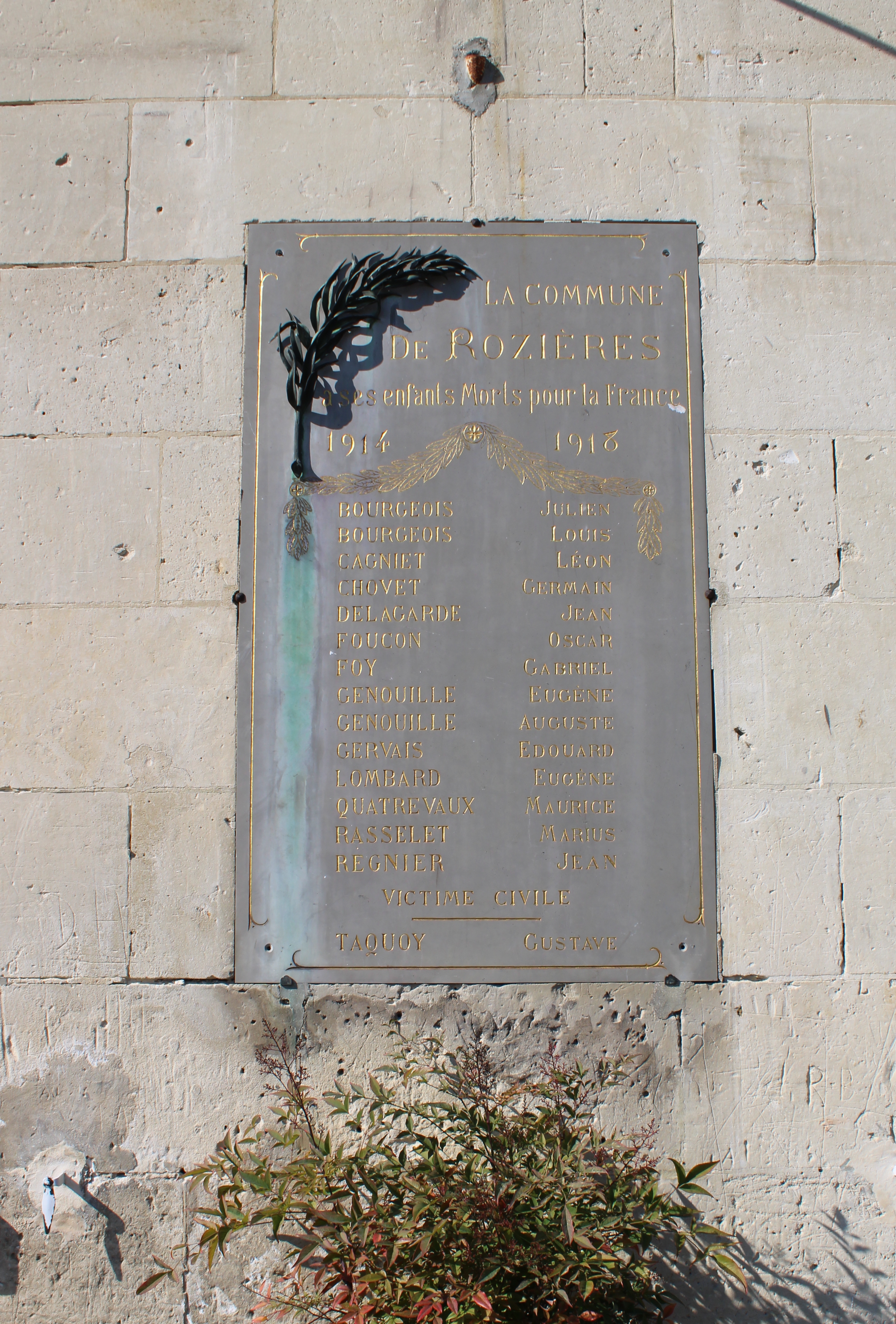
Plaque monument aux morts.
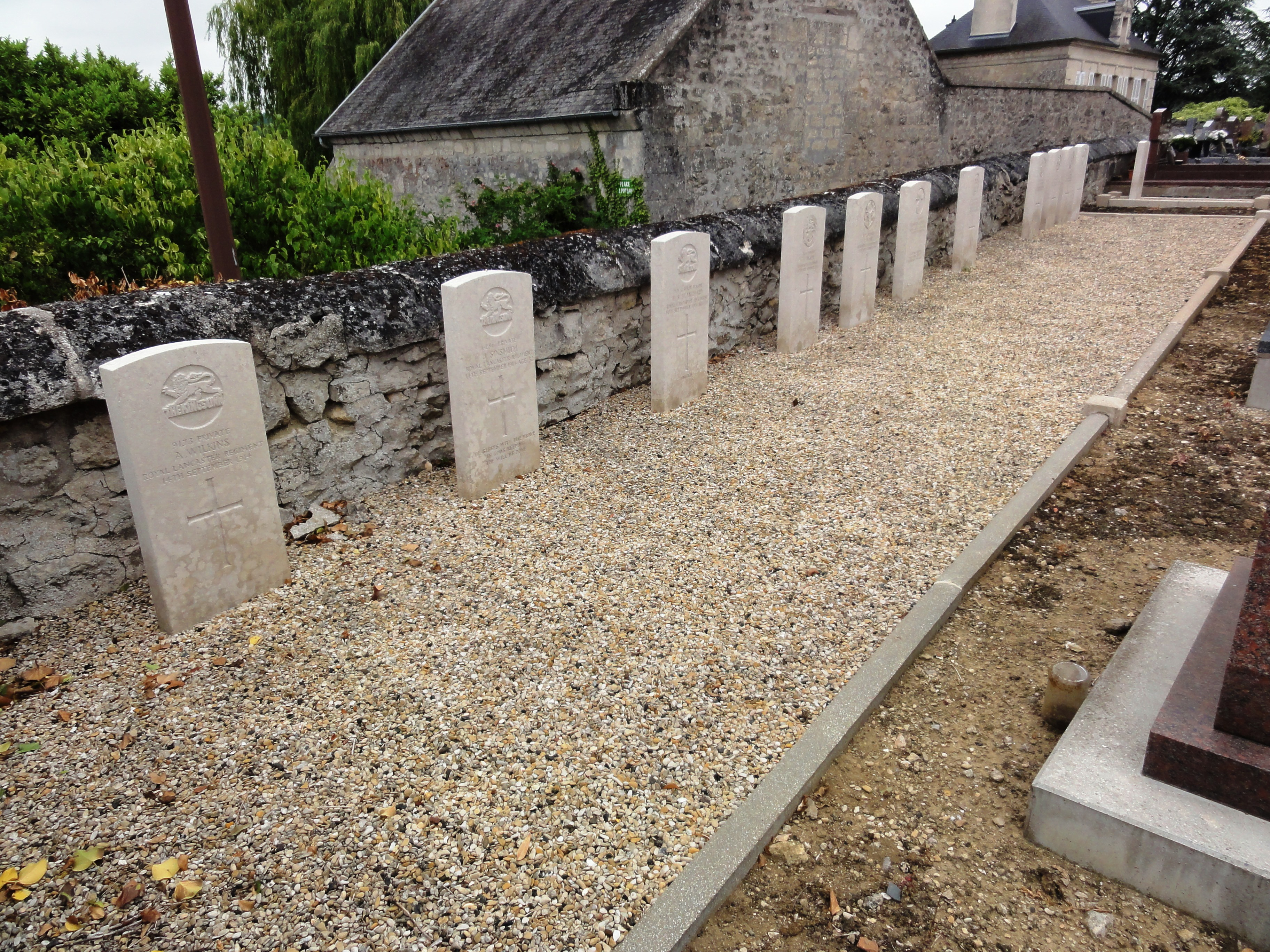
Tombes britanniques de la CWGC.
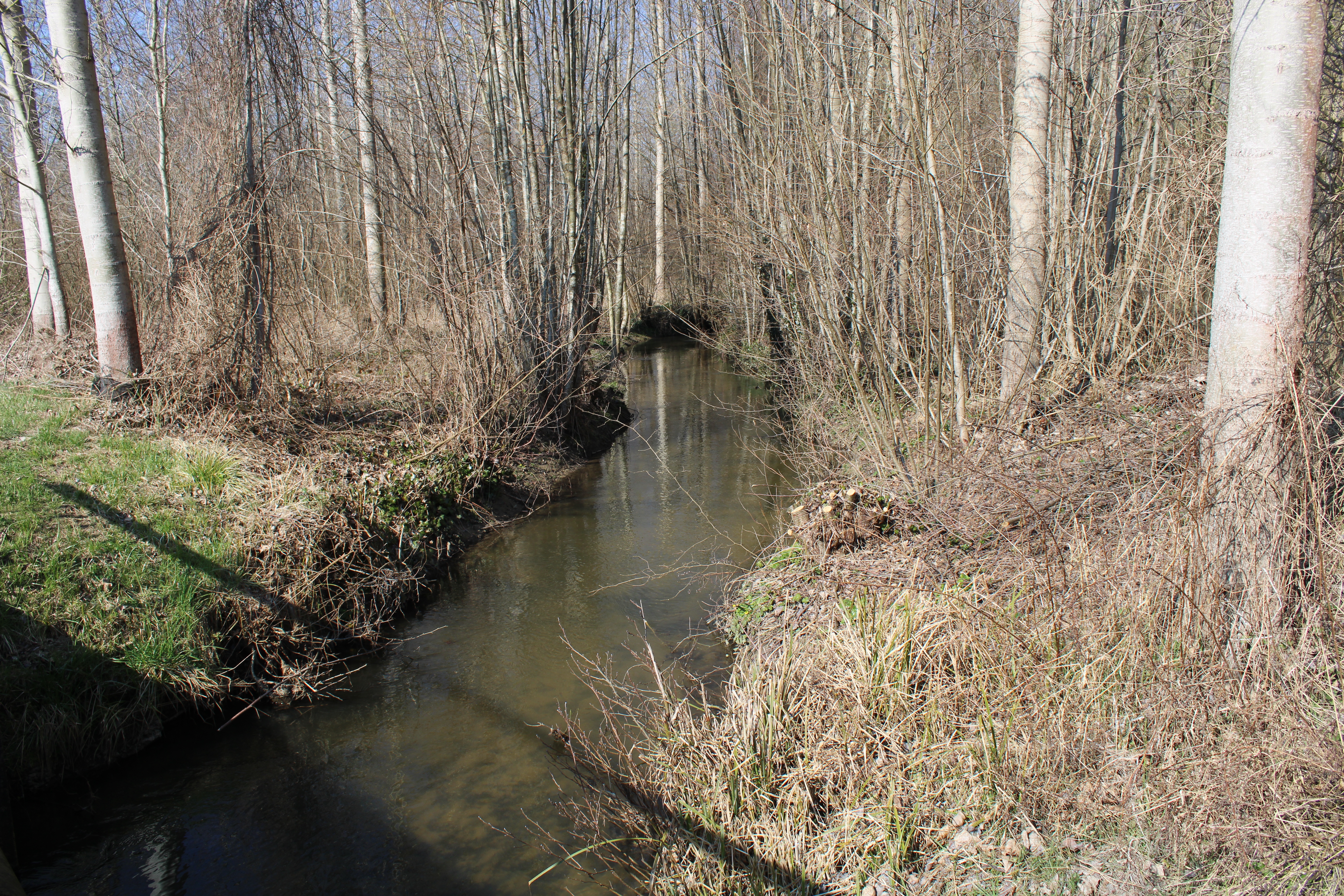
La rivière la Crise qui passe dans le bas du village.

### Personnalités liées à la commune
- Eustache de Laistre, chancelier de France au XVe siècle, seigneur d'Escury par sa femme Marguerite de Thumery.